# Arville (Seine-et-Marne)
Arville település Franciaországban, Seine-et-Marne megyében. Lakosainak száma 140 fő (2022. január 1.). Arville Bromeilles, Aufferville, Gironville, Ichy és Mondreville községekkel határos.

## Népesség
A település népességének változása:
| Lakosok száma | 121  | 124  | 125  | 125  | 124  | 124  | 129  | 135  | 140  |
|               | 2013 | 2015 | 2016 | 2017 | 2018 | 2019 | 2020 | 2021 | 2022 |